# 森三之助
森 三之助（もり さんのすけ、1874年12月25日 - 1940年6月9日）は、日本の俳優である。本名は森 三吉（もり さんきち）、ニックネームは森三（もりさん）。

## 人物・来歴
1874年（明治7年）12月25日、神奈川県横浜市中区初音町の海産物問屋森寅に、長男の「森三吉」として生まれる。
長じて、旧制・横浜商業学校（現在の横浜市立横浜商業高等学校）を卒業する。
1894年（明治27年）、川上音二郎の「川上音二郎一座」に入座、初舞台は横浜の港座であった。1902年（明治35年）、満27歳のときに独立し、「新演劇森三之助一座」を結成する。人気を得て、ファンやジャーナリズムから「森三」との愛称をいただく。
のち東京へ進出、1911年（明治44年）には、目黒にあった吉沢商店の撮影所で黎明期のサイレント映画に出演した。同社は1912年（大正元年）、他の3社と合併して日活を設立する。翌1913年（大正2年）10月には、浅草の隅田川を隔てて西側に日活向島撮影所を建設・開所し、目黒の撮影所は閉鎖され、森は、狂言方（脚本・演出）の小口忠や桝本清、セット背景画家の斎藤五百枝、俳優の関根達発、立花貞二郎、横山運平らとともに、向島に異動になる。1914年（大正3年）いっぱいまでは多くの作品に出演した。1915年（大正4年）、日活を退社し、本所の寿座で連鎖劇を自らの一座で主宰した。
1940年（昭和15年）6月9日、死去した。満65歳没。墓所は南区の不動寺。舞台での当たり役は、当たり役は『桜井駅』の楠木正成役等であった。

## おもなフィルモグラフィ
すべて出演、吉沢商店、日活向島撮影所時代の記録はあまり残っていない。

### 吉沢商店
1911年
- 『梁川庄八』前篇・後篇 : 監督・脚本不明、共演 森三之助一座
- 『頓智の子供』 : 監督・脚本不明
- 『婿八人』 : 監督・脚本不明
- 『御りやく』 : 監督・脚本不明

1912年
- 『続加賀鳶』 : 監督・脚本不明
- 『穴一つ』 : 監督・脚本不明
- 『五寸釘虎吉』 : 監督・脚本不明
- 『幽霊の婚約』 : 監督・脚本不明
- 『五寸釘寅吉』 : 監督・脚本不明
- 『意外の意外』 : 監督・脚本不明
- 『軍服の威力』 : 監督・脚本不明

### 日活向島
1912年
- 『侠芸者』 : 監督・脚本不明

1913年
- 『弘法大治郎』 : 監督・脚本不明、原作都新聞連載
- 『白孤のおせん』 : 監督・脚本不明
- 『明治侠客不動源治』 : 監督・脚本不明
- 『黒装束』 : 監督・脚本不明、共演関根達発
- 『暗の女』 : 監督不明、脚本青柳拾三郎、共演関根達発、横山運平、立花貞二郎
- 『橘花子』 : 監督不明、共演大村正雄、小森傑、関根達発、立花貞二郎、池田市郎、横山運平、藤川三之助、五月操

1914年
- 『近藤勇』 : 監督・脚本不明、共演関根達発
- 『残る影』 : 監督・脚本不明、共演関根達発
- 『谷底』 : 監督・脚本桝本清、原作佐藤紅緑、共演池田市郎、五月操、関根達発、土方勝太郎
- 『松風村雨』 : 監督・脚本不明、原作佐藤紅緑、共演大村正雄、五月操、小森傑、中村芝若、池田市郎、片岡芝女子、立花貞二郎、関根達発
- 『花の夢』 : 監督・脚本不明、原作佐藤紅緑、共演立花貞二郎、池田市郎、小森傑、大村正雄、関根達発
- 『人の運』 : 監督・脚本不明、共演森三之助一派
- 『母 (捨小舟)』 : 監督・脚本不明、共演関根達発、立花貞二郎

## 註
1. 1 2 3 4 5 6 7 8 9  森三之助、『講談社 日本人名大辞典』、講談社、コトバンク、2009年12月25日閲覧。
2. ↑  現代演劇総覧 266コマ
3. 1 2  『芸能人物事典 明治大正昭和』、日外アソシエーツ、1998年。
4. ↑  『日本映画発達史 1 活動写真時代』、田中純一郎、中公文庫、1975年11月25日 ISBN 4122002850、p.201-204。